# Very Large Telescope

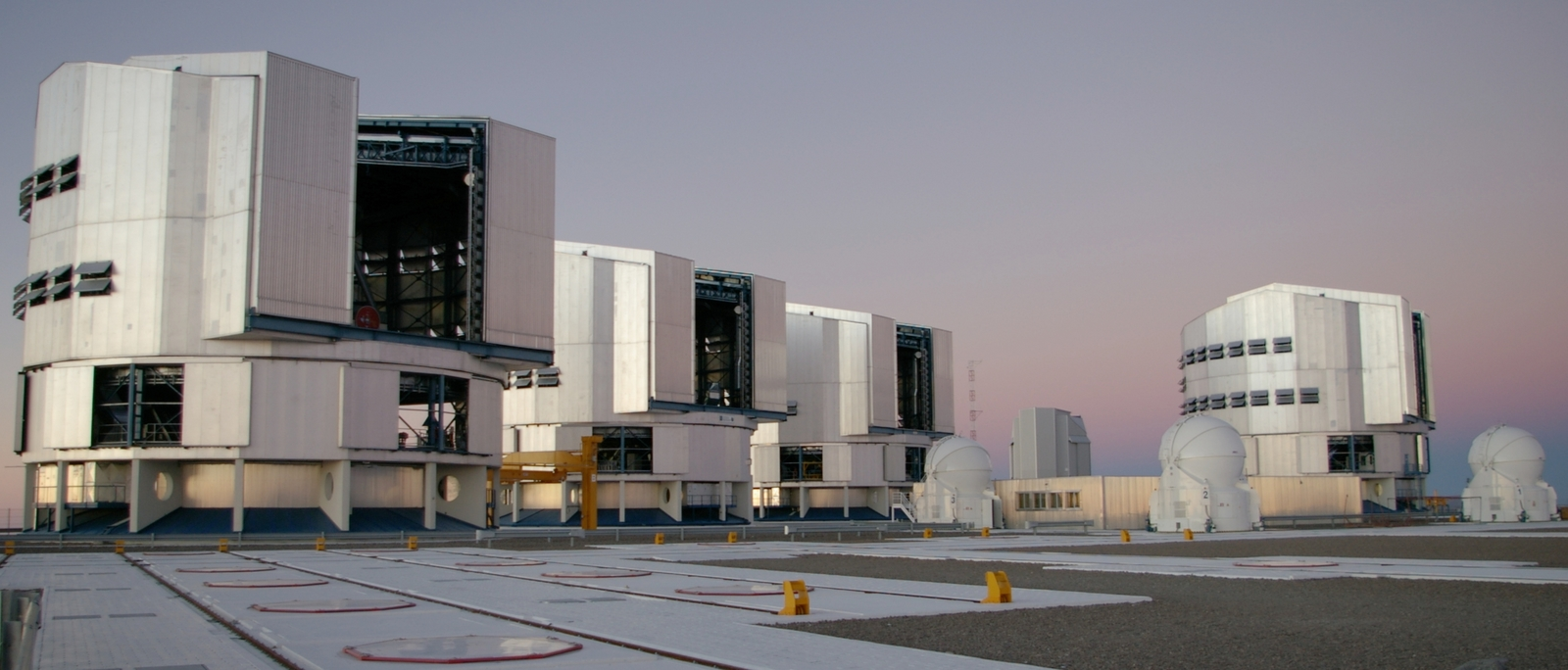
Observatórios astronômicos de Cerro Paranal

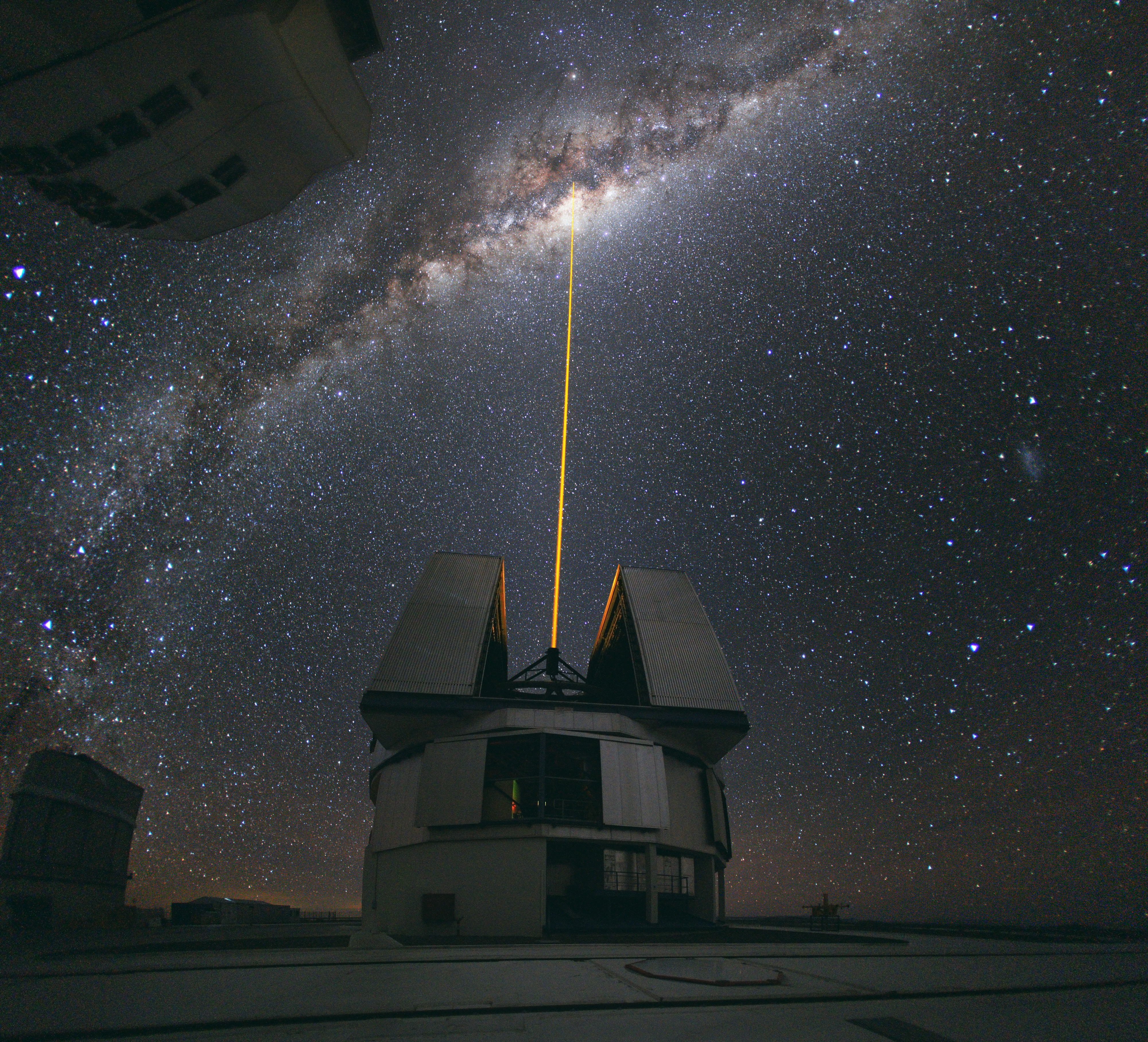
Laser apontando o centro da Via Láctea a partir do VLT.

O Very Large Telescope ou VLT é uma instalação do European Southern Observatory - ESO, que consiste na construção e no funcionamento do maior conjunto de telescópios ópticos do mundo em uma única localização. 
Estes telescópios estão erguidos no Observatório Paranal, localizado em Cerro Paranal, no deserto de Atacama, no norte do Chile. O centro de operações da ESO está em Garching bei München, Alemanha.
Cerro Paranal é uma montanha de 2.635 metros de altitude, rodeada por uma região de clima desértico, distante de centros populacionais.

## O projeto VLT

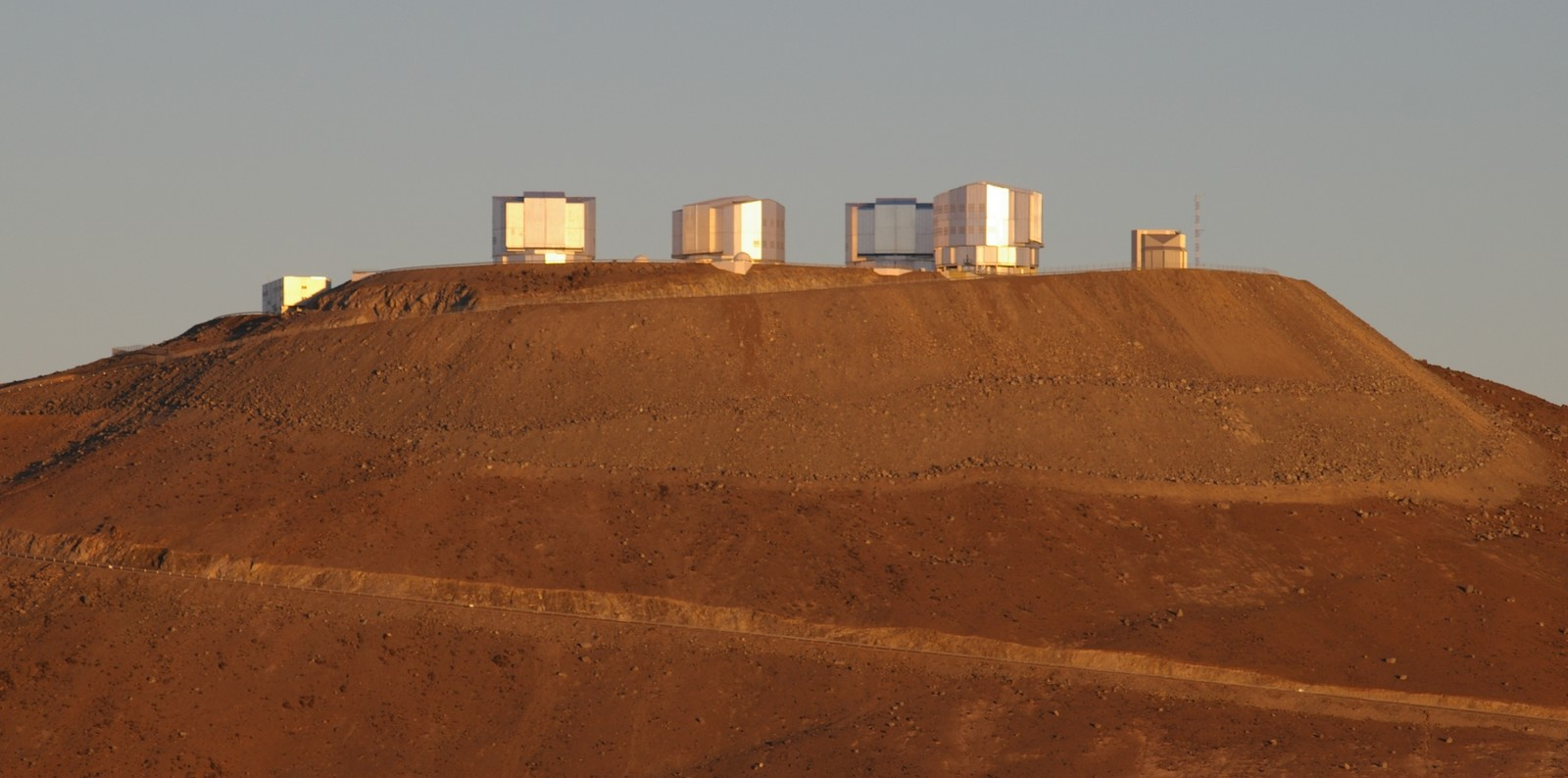
Vista geral dos observatórios

O Very Large Telescope é constituído por quatro telescópios de espelho primário de 8,2 m de diâmetro em edificações distintas, mas próximas uma das outras, que podem funcionar de forma independente ou de forma combinada. Eles captam luz visível e infravermelha.
Funcionando na forma combinada, os telescópios podem coletar a luz do céu como se fosse um único telescópio de 16,4 m de diâmetro, o que o torna o maior telescópio do mundo. 
A luz de todos os telescópios pode ser combinada pelo interferômetro VLT (VLTI), que permitirá realizar observações ópticas com uma resolução sem precedentes, de 0,0005 segundos de arco, com o que, a princípio, o VLTI seria capaz de enxergar um astronauta na Lua.
Os telescópios de 8,2 m de diâmetro serão auxiliados por quatro telescópios menores móveis de 1,8 m de diâmetro, que podem ser utilizados junto com o interferômetro, fornecendo uma elevada resolução angular. Com esta configuração será possível obter imagens desde a faixa superior do ultravioleta, até a faixa de 25 micrômetros, no infravermelho.
Cada telescópio está alojado em um edifício compacto e controlado termicamente, que roda sincronizadamente com o telescópio. Os telescópios do VLT receberam nomes de objetos celestes, de acordo como os chamavam os Mapuches, indígenas do Chile que viviam principalmente no sul do país. Os nome são: telescópio Antu (Sol), telescópio Kueyen (Lua), telescópio Melipal (Cruzeiro do Sul) e o telescópio Yepun (Vênus).
Foi também montando um outro telescópio denominado de VISTA: Visible and Infrared Telescope for Astronomy. Diversos instrumentos foram instalados junto a estes telescópios, dando a eles uma grande capacidade de observação.